# Линдер, Кейт
Кейт Линдер (англ. Kate Linder; род. 2 ноября 1947, Пасадина, Калифорния) — американская актриса, наиболее известная по своей роли Эстер Валентайн в длительной дневной мыльной опере «Молодые и дерзкие», которую она играет с 1982 года, на протяжении более тридцати лет. 

## Биография
Родилась в Пасадене, Калифорния.
Закончила Государственный университет Сан-Франциско, где получила степень бакалавра по театральному искусству.
Во время учёбы работала стюардессой в United Airlines, а в двухтысячных стала одним из членов Академии телевизионных искусств и наук. 
Снималась в эпизодических ролях в сериалах.
В 1982 году начала сниматься в сериале «Молодые и дерзкие», продолжив работать стюардессой.
В 2008 году Кейт Линдер получила звезду на Голливудской аллее славы за вклад в развитие телевидения. 
Фактически она стала четвёртым актёром дневных мыльных опер, после Макдональда Кэри, Джинн Купер и Сьюзан Луччи, который получил собственную звезду.

## Личная жизнь
Замужем за Рональдом Линдер с 1976 года.